# Gädgaureh (Arjeplogs socken, Lappland)
Gädgaureh, Gädggávre, är en sjö i Arjeplogs kommun i Lappland och ingår i Skellefteälvens huvudavrinningsområde. Sjön har en area på 1,05 kvadratkilometer och ligger 814,1 meter över havet. Sjön avvattnas av vattendraget Ballonåivejåkkå.

## Delavrinningsområde
Gädgaureh ingår i det delavrinningsområde (739396-154879) som SMHI kallar för Utloppet av Gädgaureh H.814. Medelhöjden är 848 meter över havet och ytan är 3,93 kvadratkilometer. Det finns inga avrinningsområden uppströms utan avrinningsområdet är högsta punkten. Ballonåivejåkkå som avvattnar avrinningsområdet har biflödesordning 3, vilket innebär att vattnet flödar genom totalt 3 vattendrag innan det når havet efter 351 kilometer. Avrinningsområdet består mestadels av kalfjäll (69 procent). Avrinningsområdet har 1,23 kvadratkilometer vattenytor vilket ger det en sjöprocent på 31,1 procent.